# مقاطعة جيفرسون (أركنساس)
مقاطعة جيفرسون (بالإنجليزية: Jefferson County)‏ هي إحدى مقاطعات ولاية أركنساس في الولايات المتحدة الأمريكية.

## أعلام
- ريتشارد ك. بيرد